# Like a Dragon
Like a Dragon (龍が如く 劇場版?, Ryū ga gotoku - Gekijōban, lett. "Come un drago - Versione filmica") è un film del 2007 diretto da Takashi Miike.
Si tratta di uno yakuza film, adattamento del videogioco per PlayStation 2 Yakuza, creato e sviluppato dalla SEGA nel 2006. Il film è inedito in Italia 
Nel Giugno del 2024 è stato annunciato un reboot sotto forma di Serie TV con il titolo di Like a Dragon - Yakuza (龍が如く- Beyond the Game, lett. "Come un drago - Oltre il Gioco"). I primi 3 episodi usciranno il 25 Ottobre dello stesso anno con l'aggiunta di altri 3 episodi il primo di Novembre. La serie è una collaborazione tra SEGA e Amazon Prime ed è una produzione Giappone e Stati Uniti, con Ryoma Takeuchi nel ruolo di Kazuma Kiryu.

## Trama
A Tokyo due uomini mascherati rapinano una banca, ma non trovano denaro poiché tutti i soldi della banca, dieci miliardi di yen, la maggior parte appartenenti al clan yakuza Tojo, sono spariti. I due rapinatori decidono quindi di prendere in ostaggio tutte le persone presenti nella banca. Sul luogo arriva il commissario Noguchi, per iniziare una trattativa.
Satoru e la sua fidanzata Yumi sono in un supermercato, proprio mentre Kiryu, uno yakuza appena uscito dal carcere per un reato mai commesso, viene assalito da un gruppo di uomini. Kiryu li batte facilmente, quindi incontra Haruka, una bambina con un cane, che sta cercando la madre scomparsa. Kiryu decide di aiutarla e la porta con sé.
Yumi propone a Satoru di fare una serie di rapine, per trovare i soldi necessari per abortire, mentre sulle tracce di Kiryu vi sono Majima, un uomo con una benda sull'occhio destro che ama usare come arma una mazza da baseball, e il suo clan. Inoltre in città arriva Park, un misterioso killer sud coreano. Kiryu si reca da Kazama, un suo amico, per ottenere informazioni sulla madre di Haruka, e deve affrontare i vari attacchi di Majima, riuscendo sempre a sconfiggerlo. Ma Majima non si arrende e tende un altro agguato a Kiryu, in un palazzo. Kiryu sta per soccombere, quando Majima viene colpito da un colpo di pistola sparato da un poliziotto. Uscito dal palazzo, Kiryu viene colpito da un colpo di pistola, mentre Haruka viene rapita da alcuni uomini.
Intanto Satoru e Yumi decidono di acquistare illegalmente una pistola e si recano da un uomo che vende armi, incontrando così Park, che acquista un fucile di precisione. L'uomo che vende armi scatta però una fotografia ai due ragazzi, quindi chiama al telefono un uomo e gli dice che i ragazzi che cercano sono passati da lui. Satoru e Yumi vengono così inseguiti da un gruppo di yakuza, e sono costretti a usare l'arma. Yumi però viene ferita, e Satoru la porta sulle spalle, alla ricerca dell'ospedale più vicino.
Kiryu si fa curare da un suo amico e si mette sulle tracce di Haruka, che è stata rapita dal clan capitanato da Akira Nishikiyama, un suo vecchio amico. Kiryu affronta l'uomo, ma viene sconfitto. Quando gli uomini di Akira stanno per dargli il colpo di grazia, Kiryu beve una bibita che gli dà una forza sovrumana, e batte facilmente prima gli uomini, quindi Akira. La madre di Haruka si materializza sulle scale, ma dice alla figlia di non essere più lei e di chiamarsi con un altro nome, azionando con un telecomando una bomba che fa saltare in aria il palazzo, facendo atterrare sulle strade un mucchio di soldi che vengono raccolti al volo dai passanti entusiasti. Un elicottero sorvola a bassa quota la città, e il passeggero viene ucciso da Park, con il fucile di precisione.
I due rapinatori escono dalla banca e raccolgono i soldi, venendo così arrestati dalla polizia. Yumi muore mentre viene trasportata sulle spalle da Satoru. Majima, ancora vivo, si reca al suo quartier generale e crolla sulle scale. Il cane di Haruka trova la bambina e Kiryu sotto le macerie del palazzo. Una volta alzatasi, la bambina chiede a Kiryu di prendersi cura di lei.